# Samuel Stevens Sampene
Samuel Stevens Sampene (Kumasi, 18 dicembre 1942) è un ex calciatore ghanese.

## Carriera
Partecipò alle Olimpiadi del 1968.